# Korenmarktkerk (Mühlhausen)
De Korenmarktkerk (Duits: Kornmarktkirche) is een van de twaalf middeleeuwse kerken die Mühlhausen Thüringen, rijk is. Met de bouw van de kerk van het voormalige Franciscaner klooster werd in de 13e eeuw begonnen. Tegenwoordig heeft het gebouw een museale bestemming.

## Geschiedenis

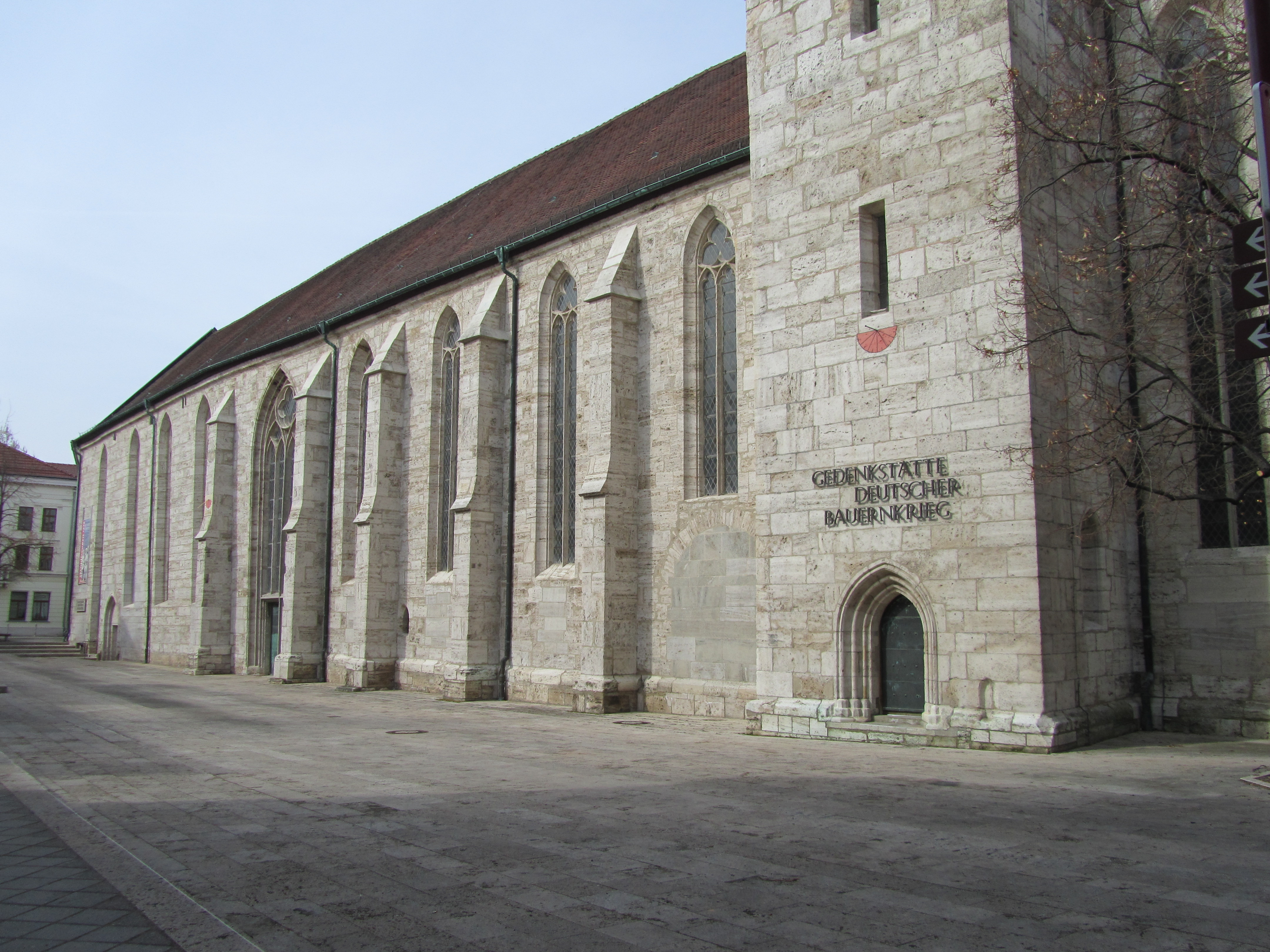
Kerkschip

Omstreeks 1225 arriveerden de eerste Franciscanen in Mühlhausen. Hun komst stuitte echter op het verzet van de plaatselijke geestelijkheid, die onder het toezicht van de Duitse Orde viel. De Duitse Orde had weinig op met de hervormingsgezinde Franciscanen, die zich vooral bezighielden met de verbetering van de omstandigheden van de lagere sociale klassen. De monniken werden echter geduld nadat een verdrag werd gesloten, dat de Franciscaner broeders in hun werkzaamheden beperkte.
De Franciscanen kregen een grondstuk voor de bouw van een klooster toegewezen, waarop reeds een kapel stond die de broeders gebruikten als oratorium. Met de bouw van een kerk van de huidige afmetingen werd in het midden van de 13e eeuw begonnen. De resten van de oudere voorganger werden in de nieuwbouw geïntegreerd, die in de noordelijke muur van het schip nog zijn te herkennen. Het bouwverloop volgde van het koor naar het westen toe. In 1307 werd het koor verhoogd. Na de aardbeving van 1348 werden de vensters in het oostelijk deel van de zuidelijke muur gewijzigd herbouwd.
In 1392 werd op de zuidwestelijke hoek van het koor een rechthoekige kapel aangebouwd. De zich daarboven verheffende toren met de achthoekige bovenbouw werd pas na 1400 gebouwd. De met leien bedekte bekroning dateert uit 1568.
Tegelijk met de verhoging van de toren werd het klooster afgebroken en over het vrijgekomen terrein werd een straat aangelegd. Resten van de gewelfde kruisgang zijn aan de noordelijke zijde van de kerk nog zichtbaar.
In de jaren 1702-1722 werd de voormalige kloosterkerk gebarokkiseerd en tot 1802 voor de eredienst gebruikt.

## Beschrijving
De afmetingen en verhoudingen van zijn typerend voor een voormalige bedelordekerk. De langgerekte zaalkerk heeft een ingesnoerd, rechthoekig koor. De zuidelijke muur sluit de gehele lengte van de ‘’Kornmarkt’’ af. De oostelijke vijf traveeën van de zuidelijk muur zijn sinds de vernieuwing in de jaren 1346-1348 van steunberen en maaswerkvensters voorzien, terwijl het westelijke deel onveranderd bleef en geen steunberen kent. In de noordelijke muur bleven hoge rondboogvensters van de voormalige kapel bewaard. De kerk heeft naar de Kornmarkt toe drie ingangen, waarvan het middelste een groot vensterportaal bezit.
Vroeger was de gehele kerk met een spitstongewelf overspannen. Tegenwoordig kent het schip een vlak houten plafond. Bij de laatste renovatie werden de resten van het destijds geplande kruisribgewelf ontdekt. De beschilderingen in het koor en in het schip verdwenen, maar een decoratief fries in het kerkschip werd in 1975 gereconstrueerd.

## Gebruik
De kerk werd in 1802 aan de eredienst onttrokken en diende eerste als stedelijke waag en korenschuur. Sinds de late 19e eeuw werden er kantoren en woningen in ondergebracht. Pas na het geschikt maken van het gebouw voor een museale bestemming in de jaren 1973-1975 vond het interieur een passend gebruik. Een wisselende tentoonstelling informeert sinds 2003 over het verloop en de gevolgen van de reformatie en de Boerenoorlog. Daarnaast vinden er bijzondere tentoonstellingen plaats, voornamelijk van muzikale aard. De kloostertijn werd na de ideeën van de middeleeuwse geleerde Albertus Magnus aangelegd.